# Гнатенко, Илья Григорьевич
Илья́ Григо́рьевич Гнате́нко (1859 — ?) — член I Государственной думы от Подольской губернии, крестьянин.

## Биография

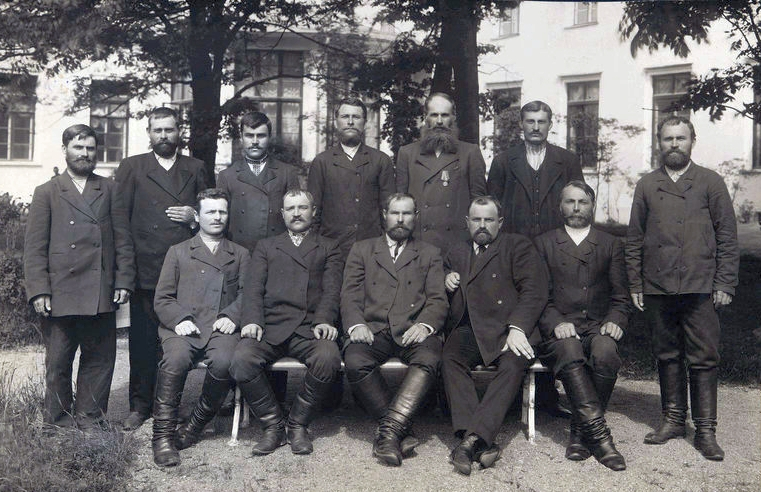
Депутаты Государственной думы I созыва от Подольской губернии. Стоят: Шепитка Д. И., Кучеренко И. З., Бей В. И., Гнатенко И. Г., Яременко П. Н., Косаренчук И. И., Рыбачек А. Ф.; сидят: Романюк А. И., Кучер М. А., Штефанюк Л. Е., Заболотный И. К., Михаленко П. Н.

Православный, крестьянин села Кивачовки Гайсинского уезда.
Окончил одноклассное народное училище. Был на военной службе. Занимался земледелием. Был волостным судьей и сборщиком податей.
В 1906 году был избран в I Государственную думу от общего состава выборщиков Подольского губернского избирательного собрания. Входил в группу беспартийных. В думских комиссиях не участвовал.
Дальнейшая судьба неизвестна.